# The Battle of the Blue and the Grey / The Three Kisses of Love
A The Battle of the Blue and the Grey és a The Three Kisses of Love a Bee Gees első kislemezének dalai. A kiadott hangfelvétel előtt a dalokat az együttes már énekelte rádió- és TV-felvételeken. A számokat Sydney-ben, a Festival Records Harris Street-i stúdiójában rögzítették egy kétsávos magnóval. A dalokban az akkor 16 éves Barry Gibb énekel szólót, öccsei, Robin és Maurice vokáloznak.
Nagylemezen először 1967-ben a Turn Around, Look at Us című válogatáson adták ki más kislemezdalokkal együtt, melyek addig nem szerepeltek albumon.

## A kislemez dalai
| 1. | The Battle of the Blue and the Grey (mono) | Barry Gibb | 2:05 |

| 2. | The Three Kisses of Love (mono) | B. Gibb | 1:46 |

## Közreműködők
Előadók
- Barry Gibb – ének
- Robin Gibb – ének
- Maurice Gibb – ének
- Joy Boys kísérőzenekar

Produkció
- hangmérnök: Robert Iredale
- producer: Col Joye